# کریستین پاستینا
کریستین پاستینا (انگلیسی: Christian Pastina؛ زادهٔ تاریخ ورودی نامعتبر است) بازیکن فوتبال اهل ایتالیا است.